# Џејмстаун (Јужна Каролина)
Џејмстаун (енгл. Jamestown) град је у америчкој савезној држави Јужна Каролина.

## Демографија
По попису из 2010. године број становника је 72, што је 25 (-25,8%) становника мање него 2000. године.
| Група             | 2000.      | 2010.      |
| Белци             | 54 (55,7%) | 31 (43,1%) |
| Афроамериканци    | 42 (43,3%) | 40 (55,6%) |
| Азијати           | 0 (0,0%)   | 0 (0,0%)   |
| Хиспаноамериканци | 1 (1,0%)   | 0 (0,0%)   |
| Укупно            | 97         | 72         |